# Antonia Torres Agüero
Antonia Torres Agüero (Valdivia, Chile, 1975) es una poeta chilena y docente universitaria. Es periodista, magíster en Literatura Hispanoamericana y doctora en filología románica. Es considerada parte de la generación Los Náufragos. Desde el 4 de abril al 31 de diciembre de 2022 se desempeñó como Seremi de las Culturas, las Artes y el Patrimonio de la Región de Los Ríos, cargo en que fue nombrada por el presidente Gabriel Boric y al que renunció voluntariamente a partir del 1 de enero de 2023.

## Biografía

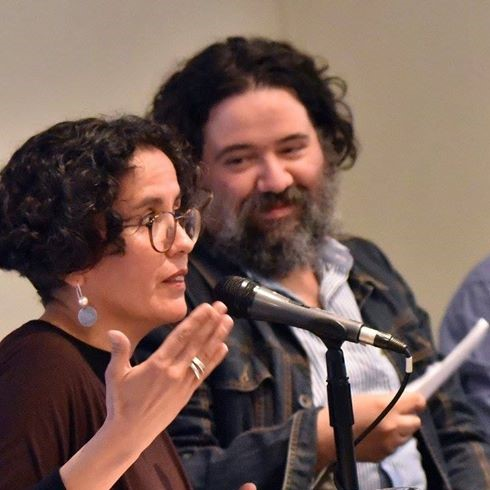
Antonia Torres junto a Javier Bello.

Nació en Valdivia en 1975. Es hija de Jorge Torres Ulloa, poeta, editor, director teatral y actor chileno y la profesora Tatiana Agüero Zaffaroni.
Es periodista por la Universidad Austral de Chile donde posteriormente cursó un Magíster en Literatura Hispanoamérica Contemporánea.
Es Dra. en Filología Románica (Dr. der Phil) en la Heinrich-Heine-Universität de Düsseldorf, Alemania. Su tutora fue la catedrática europea Vittoria Borsò.
Su poesía se caracteriza por una reflexión sobre el lenguaje poético que dialoga de manera elocuente con la lírica moderna, incorporando las problemáticas de la identidad tensionadas por los fenómenos de la postdictadura, la globalización, las migraciones y los tránsitos lingüísticos.
Es considerada una de las voces relevantes de la llamada generación de Los Naufragos, junto a Javier Bello, Andrés Anwandter, Alejandra Del Río, Verónica Jiménez, Germán Carrasco, Damsi Figueroa, entre otros.  El grupo se caracteriza por nacer en torno al año del golpe de Estado de 1973, fueron niños durante la dictadura militar y publicaron sus primero libros durante el período conocido como transición a la democracia.
Su primer libro, Estaciones Aéreas, apareció en 1999 y fue catalogado por la crítica como un texto sólido “compuesto por versos que se plasman de forma rotunda en el imaginario del lector. Un testimonio de las estaciones interiores que no niega las herencias de la poesía precedente, sino que las asume en su propia subjetividad. Además de ello es una tentativa escritural compleja y reflexiva, en tiempos donde mucha poesía joven ha caído en humoradas de fáciles aplausos o como diría Jorge Teillier: en bromas de payasos pretenciosos”.
En 2003 pública Orillas de Tránsito que es un "ejercicio poético que explora en la experiencia doméstica de la relación filial". Su tercer poemario, Inventario de Equipaje (2006) incluye versiones aumentadas y corregidas de sus dos primeros libros más poemas inéditos.
El poemario Umzug llega en 2012, el cual continúe tres secciones. La primera, comienza con ritmo de cotidianeidad urbana, en ambiente alemán. La segunda sección, del ámbito privado, expone la difícil vida en pareja con cierto objetivismo descriptivo. La tercera, donde adivinamos estancias del Sur chileno, rezuma todo lo anterior.
Su primera novela Las vocales del verano (2017) fue publicada por Penguin Random House y cuenta la historia de una mujer que viaja al balneario de su infancia. En entrevista con el The Clinic Torres explica cómo surgió la historia del libro: "Tuve la necesidad de escribir prosa, en lugar de poesía, como una especie de ejercicio. Cuando llevaba un par de capítulos entrecomillas -porque es una novela muy apretada, muy sintética, muy densa-, me di cuenta que ahí había una historia por contar". Y agrega: "La historia misma se me fue ocurriendo en el camino y está inspirada en cosas reales, pero ficcionadas".
En 2020 pública el poemario Las Secretas Costumbres, libro que se "erige como la primera muestra selecta de su proyecto poético y consiste en una prolija colección de textos ligados a los poemarios de origen que sirven además como apartados, pero que lejos de dividir la obra, la funden en un solo sentido: el quehacer poético"."La lectura de Las secretas costumbres es pasear por una playa rescatando tesoros náuticos. Los versos se divisan como fragmentos de tiempo desperdigados en la arena que poco a poco de unen para dibujar la cartografía poética de Antonia Torres. Un mapa donde la poesía se escribe para encontrarse a sí misma", sostiene la poeta y profesora de Lengua y Literatura Claudia Jara Bruzzone.
El 2023 publica la novela Libros marcados bajo el sello Penguin Random House, que recibió una buena recepción crítica incluidas las reseñas de sus compañeros de generación los escritores Alejandro Zambray Óscar Barrientos. El libro, de marcado carácter autobiográfico, aborda la vocación literaria a la luz y a la sombra del padre poeta Jorge Torres Ulloa, así como la niñez en dictadura y el campo literario en la provincia chilena bajo el autoritarismo pinochetista.
Participó en el programa de televisión En la Ruta del Libro de 13C que tenía como fin mostrando la unión existente entre la ciudad, los libros y la identidad a través de la caminata y la conversación. Fue la conductora del capítulo dedicado a Valdivia. 
Fue profesora adjunta en la Facultad de Ciencias Jurídicas y Sociales en la Universidad Austral de Chile. También ha dictado clases en la Universidad de Los Lagos (sede Osorno) y en la San Sebastián (sede Valdivia). En el ámbito académico sus líneas de investigación abordaron temas como la memoria en la poesía y la narrativa chilenas de postdictadura, así como cruces interdisciplinarios entre el derecho y la literatura.
Desde 2017 dirige el Taller “Me Acuerdo” de lectura y escritura autobiográfica en distintos centros culturales de Valdivia y desde 2019 en el Centro de Artes Molino Machmar. Del mismo modo dicta, regularmente, el Taller "Escritura y Vagabundeo" y el de lectura y escritura poética, "La máquina de cantar".

### Estudios
- Las trampas de la nación. La nación como problema en la poesía chilena de postdictadura (Peter Lang Verlag, 2013).[28]

### Poesía
- Las Estaciones Aéreas (Barba de Palo, 1999).[29]
- Orillas de tránsito (Secretaría Ministerial de Educación de Los Lagos, 2003).[30]
- Inventario de equipaje (Cuarto Propio, 2006).[31]
- Umzug (Cuarto Propio, 2012).[32]
- Mudanza/Umzug (Traducción de Umzug por la Dra. Karolin Viseneber, Düsseldorf University Press, 2015).
- Las secretas costumbres (Editorial Aparte, 2020).[33]
- Los detalles del mundo (Editorial Aparte, 2022)[34]Premio Mejor Obra Publicada 2023, categoría publicado y género poesía.
- Umzug (Reedición, 2022. Libros del Cardo)[35]

### Novela
- Las vocales del verano (Random House, 2017)
- Libros marcados  (Random House, 2023)

### Cuento
- El crimen de Laura Montoya. Antologado en No te pertenece, cuentos contra la violencia de género (Garceta, 2020)
- San Sebastián mártir. Antologado en Frontera norte. Antología de narrativa chilena y mexicana (Cinosargo, 2020)

## Distinciones
- 2003 - Primer Lugar, Segundo Concurso Regional de Literatura Luis Oyarzún. Secretaría Ministerial de Educación de Los Lagos. Puerto Montt).[36]
- 2005 - Mención Honrosa, XI Concurso Nacional de Poesía Fernando Santiván. Municipalidad de Valdivia y Corporación Cultural Municipal.[cita requerida]
- 2012 - Premio Conarte. Género Literatura. Municipalidad de Valdivia y Corporación Cultural Municipal.[cita requerida]
- 2023 - Premio Mejores Obras Literarias, categoría Publicadas, género poesía por Los detalles del mundo (Aparte, 2022). Ministerio de las Culturas, las Artes y el Patrimonio.[37]

### Becas
- 2007 - Beca completa Doctorado DAAD-Conicyt.[38]
- 2018 - Beca de Creación Literaria (cuento) del Fondo de Fomento del Libro y la Cultura del Ministerio de las Culturas, las Artes y el Patrimonio.[39]
- 2021 - Beca de Creación Literaria (ensayo) del Fondo de Fomento del Libro y la Cultura del el Ministerio de las Culturas, las Artes y el Patrimonio.[40]

### Entrevistas
- Cortos de autor de Me Gusta Leer TV
- CNN Chile por “Las vocales del verano”
- Libera Libros de El Ciudadano TV
- Ojo en Tinta
- Con Francisco Mouat en Radio ADN
- The Clinic sobre su libro Las vocales del verano
- La novela poética de Antonia Torres”, por Juan Paulo Iglesias. La Tercera
- Antonia Torres nos habla de su libro Las vocales del verano
- “Poeta se lanza como novelista por el polen, el clasismo y el deseo”, por Leonardo Sanhueza. Las Últimas Noticias
- Antonia Torres conversa con Maha Vial sobre su trayectoria como artista y poeta. En la Ruta del Libro. Canal 13 C.
- Antonia Torres conversa con Clemente Riedemann sobre su libro Karra Maw'n y el enfoque de su literatura.En la Ruta del Libro. Canal 13 C.
- Charlando en el Forestal: Libros marcados https://www.youtube.com/watch?v=DkvV5dddjTs

- Datos: Q107545486
- Multimedia: Antonia Torres Agüero / Q107545486